# مادلين بليس
مادلين بليس (بالإنجليزية: Madeleine Blais)‏ هي صحفية وكاتِبة أمريكية، ولدت في 1947.